# 일찍 기상

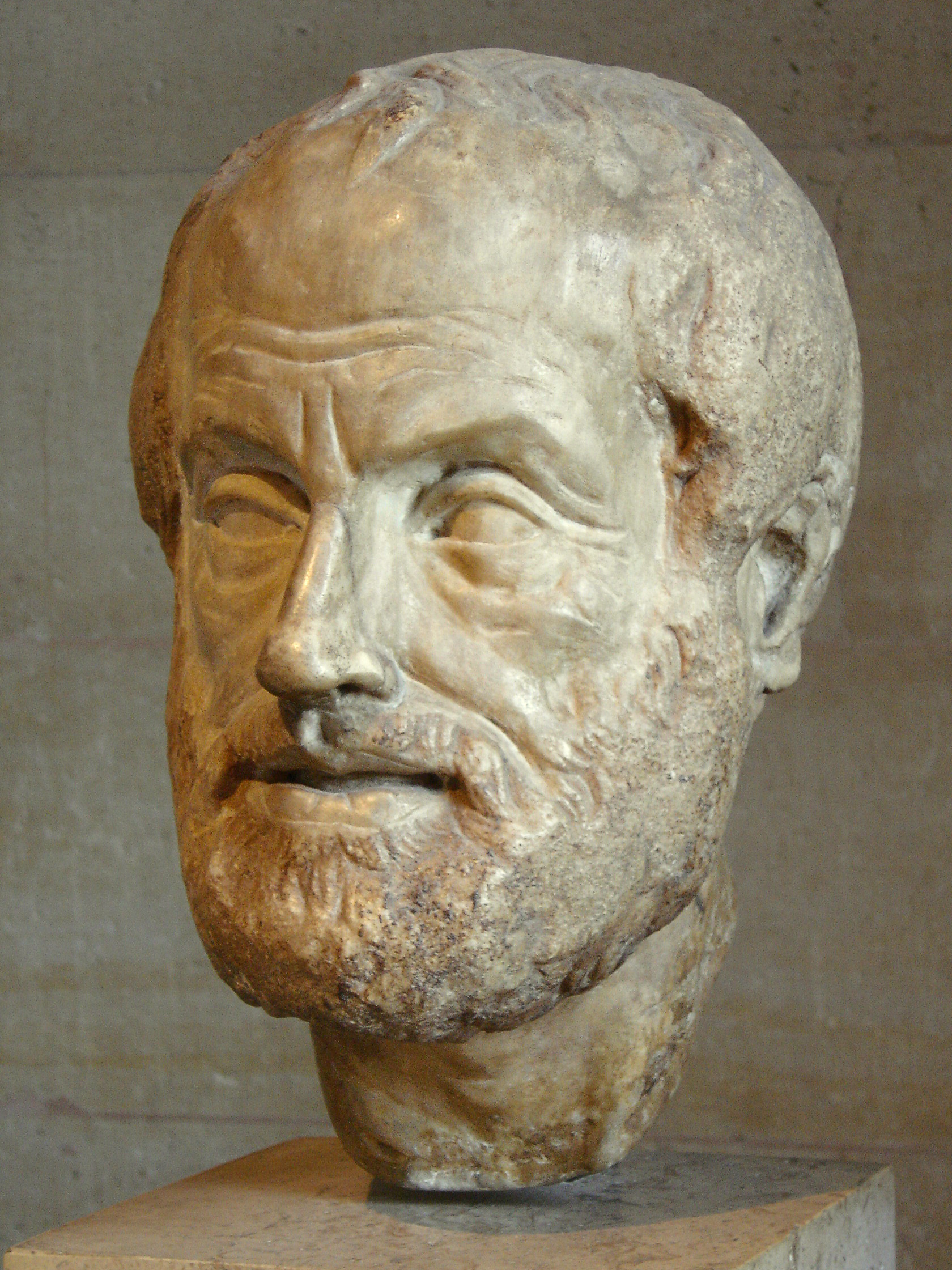
아리스토텔레스는 새벽기상을 권고 함

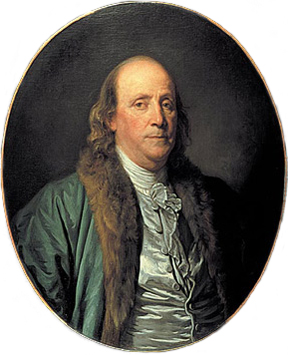
벤자민 프랭클린 "일찍 기상"이라는 책을 저술함 새벽기상 은자연의 순리를 따르며,사회적,종교적인 의무

일찍 기상함은 생산성을 향상하는 방법으로 새벽에 일어나서, 많은 일들을 일관되게 할 수 있도록 성공적으로 목표를 달성하는 효과적인 방법으로 알려져 있다. 이 방법을 권장하고 있는 것은 고대부터 지금 자기 개발에 대한 여러 사람들의 전문가들이 말하였다. 그 예를 들면,  철학자 아리스토텔레스는 말했다, "성공하기 위해서는 새벽 기상하는, 그러한 습관이 건강에 크게 기여하고, 재산과 지혜를 불러 들인다.

## 개요
종교적인 의식과 영적인 부분에 대한 저술에서는 새벽 기상에 대한 여러 가지 부분이 나오며, "영웅" 적인 영감을 주는 시간을 새벽 기상을 예를  들었으며, 새벽 기상에는 개인적인 노력이 수반된다.
"일찍이 잠에 들고 새벽에 기상하는 사람은  건강하고, 부유하다, 그리고 현명하다." [존 클라크 Paroemiologia 앵글로-라티,1639]
미국 건국의 아버지로 불리는  벤자민 프랭클린은 말했다:" 침대에 일찍 가서 휴식하며, 새벽에 기상하는 사람은 건강하고,부유 하며,그리고 현명하다"니 그것은 말로 볼 수 있는 상식 속담에"방법을 기도로"매튜 헨리는 또한 상장으로"긴 말했습니다." 프랭클린 역시도 "이른 아침에는 입에 금을 물고 있다: 고 하였다. ",독일 속담에서는 황금을 비유하여 새벽 기상하여 시간 활용의 중요성을 강조하였다. .
"일찍 일어나는 새는 벌레를  잡는다는"라는 국제적인 속담은 일찍 일어나면 하루 동안 성공할 수 있음을 암시합니다. 즉각적인 비유법을 염두에 두어 이런 해석도 가능합니다. 새에게 붙잡히지 않으려면 " 벌레는  침대에  오래동안 머물러야 할까?""
제임스 터버에서 자신의 책에서 우화를 시간 활용의 중요성을 강조하며  우화를 예를 들어: "일찍 기상하고, 일찍 취침하는 것은 건강과 그리고 부유 함 그리고 명예로운 삶을 준다" 라고 하였다.

## 같이 보기
- 주행성 인간